# 匕

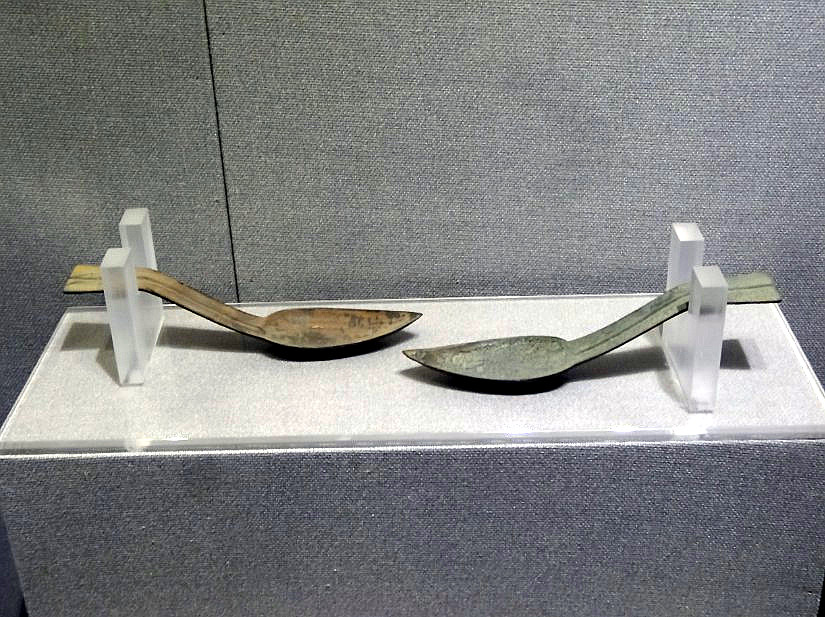
曲柄铜匕，西周中期，1974年宝鸡市茹家庄二号墓出土

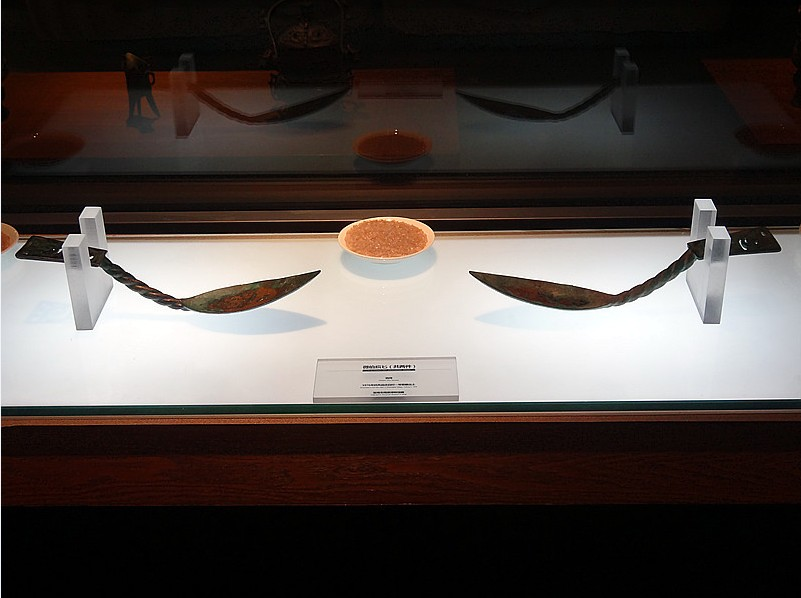
微伯𤼈匕，西周晚期，1967年扶风庄白一号窖藏出土

匕，中国古代的一种挹取器，相当于现代的汤匙，用于挹取肉食或饭食。

## 文献记载
- 《易经·震》：“不丧匕鬯”，注：“匕所以载鼎实。”
- 《仪礼·士昏礼》：“匕俎从设”，郑玄注：“匕所以别出牲体也。”
- 《仪礼·少牢馈食礼》：“廪人摡甑甗匕与敦于廪爨”，郑玄注：“匕所以匕黍稷者也。”

## 部分文物列表
- 仲柟父匕，西周晚期，陕西永寿畤河村出土
- 微伯匕，西周晚期，扶风庄白一号窖藏出土